# NGC 6638
NGC 6638 é um aglomerado globular na direção da constelação de Sagittarius. O objeto foi descoberto pelo astrônomo William Herschel em 1784, usando um telescópio refletor com abertura de 18,6 polegadas. Devido a sua moderada magnitude aparente (+9,2), é visível apenas com telescópios amadores ou com equipamentos superiores. 